# Єдігарян Артак Гегамович
Артак Гегамович Єдігарян (вірм. Արտակ Գեղամի Եդիգարյան, нар. 18 березня 1990, Єреван) — вірменський футболіст, півзахисник «Жальгіріса» та національної збірної Вірменії.

## Клубна кар'єра
У дорослому футболі дебютував 2007 року виступами за команду клубу «Пюнік», в якій провів п'ять сезонів, взявши участь у 93 матчах чемпіонату.
В липні 2012 року приєднався до складу донецького «Металурга». Проте, в донецькій команді виходив здебільшого в кінцівках матчів, зігравши за півроку вісім матчів в чемпіонаті і один в кубку України.
На початку 2013 року повернувся в «Пюнік», але по завершенню сезону перейшов у «Бананц», де виступав до кінця року.
На початку 2014 року став гравцем литовського «Жальгіріса», з яким у першому ж сезоні здобув національний дубль — чемпіонат і кубок Литви.

## Виступи за збірну
У 2010 році дебютував в офіційних матчах у складі національної збірної Вірменії. Наразі провів у формі головної команди країни 18 матчів.

## Досягнення
- Чемпіон Вірменії (7):

«Пюнік»: 2007, 2008, 2009, 2010
«Алашкерт»: 2015-16, 2016-17, 2017-18
- Володар Кубку Вірменії (5):

«Пюнік»: 2009, 2010, 2012-13
«Алашкерт»: 2018-19
«Арарат»: 2020-21
- Володар Суперкубку Вірменії (7):

«Пюнік»: 2007, 2008, 2010, 2011
«Алашкерт»: 2016, 2018, 2021
- Чемпіон Литви (1):

«Жальгіріс»: 2014
- Володар Кубку Литви (2):

«Жальгіріс»: 2013-14, 2014-15